# 咸水北镖水蚤
咸水北镖水蚤（学名：Arctodiaptomus salinus）为镖水蚤科北镖水蚤属的动物。分布于蒙古、俄罗斯、里海、西班牙、意大利、保加利亚、罗马尼亚、法国、德国、埃及、叙利亚、突尼斯、阿尔及利亚、摩洛哥以及中国大陆的内蒙古、西藏、青海、宁夏、甘肃、新疆等地，常见于海拔440-4300米的水域中。